# Luke Cage (serie televisiva)
Marvel's Luke Cage, nota semplicemente come Luke Cage, è una serie serie televisiva statunitense ideata da Cheo Hodari Coker, basata sull'omonimo personaggio dei fumetti Marvel Comics. La serie è ambientata all'interno del Marvel Cinematic Universe (MCU) ed è il terzo di una serie di show che portano alla miniserie crossover The Defenders. La serie è prodotta dalla Marvel Television in associazione con ABC Studios, con Coker come showrunner.
Mike Colter interpreta Luke Cage, un ex-detenuto con una forza sovrumana e una pelle indistruttibile che ora combatte il crimine e la corruzione. Simone Missick, Theo Rossi, Rosario Dawson e Alfre Woodard, fanno parte del cast, a cui si aggiunge Mahershala Ali e Erik LaRay Harvey nella prima stagione e Mustafa Shakir e Gabrielle Dennis nella seconda stagione. Lo sviluppo della serie è cominciato a fine 2013. Nel dicembre 2014, Colter è stato scelto come interprete di Cage, per apparire in Marvel's Jessica Jones, con Coker assunto come showrunner nel marzo 2015. La serie è girata a New York City, e cerca di replicare la cultura e l'atmosfera uniche di Harlem.
Tutti gli episodi della prima stagione sono stati pubblicati il 30 settembre 2016. La serie è stata accolta positivamente dalla critica televisiva, che ha lodato le performance di Colter, Missick, Ali e Woodard, l'atmosfera anni settanta e la musica, criticando tuttavia alcuni aspetti della storia e della sceneggiatura. A dicembre 2016, Netflix ha rinnovato Luke Cage per una seconda stagione, pubblicata il 22 giugno 2018.
A ottobre 2018 la serie viene ufficialmente cancellata dopo due stagioni prodotte.

## Trama
Quando un esperimento sabotato gli dà una super forza ed una pelle indistruttibile, Luke Cage diventa un fuggitivo tentando di ricostruire la sua vita ad Harlem, e deve ben presto affrontare il suo passato e combattere una battaglia per il bene della sua città. Dopo aver cambiato il suo nome, Cage diventa un eroe ed una celebrità ad Harlem, solo per incontrare una nuova minaccia che lo mette di fronte alla linea dell'essere un eroe o un cattivo.

## Episodi
| Stagione         | Episodi | Pubblicazione |
| ---------------- | ------- | ------------- |
| Prima stagione   | 13      | 2016          |
| Seconda stagione | 13      | 2018          |

## Personaggi e interpreti
- Carl Lucas / Luke Cage (stagioni 1-2), interpretato da Mike Colter, doppiato da Metello Mori.
- Cornell "Cottonmouth" Stokes (stagione 1), interpretato da Mahershala Ali, doppiato da Alessandro Ballico.
- Mercedes "Misty" Knight (stagioni 1-2), interpretata da Simone Missick, doppiata da Gaia Bolognesi.
- Hernan "Shades" Alvarez (stagioni 1-2), interpretato da Theo Rossi, doppiato da Alberto Angrisano.
- Willis Stryker / Diamondback (stagione 1), interpretato da Erik LaRay Harvey, doppiato da Stefano Alessandroni.
- Claire Temple (stagioni 1-2), interpretata da Rosario Dawson, doppiata da Francesca Fiorentini.
- Mariah Stokes Dillard / Black Mariah (stagioni 1-2), interpretata da Alfre Woodard, doppiata da Serena Verdirosi.
- John McIver / Bushmaster (stagione 2), interpretato da Mustafa Shakir, doppiato da Fabrizio Dolce.
- Tilda Johnson / Nightshade (stagione 2), interpretata da Gabrielle Dennis, doppiata da Emanuela D'Amico.

## Produzione

### Sviluppo
Nel maggio 2013 i Marvel Studios rientrarono in possesso dei diritti di Luke Cage dalla Sony Pictures. Nell'ottobre 2013 Deadline rivelò che la Marvel era al lavoro su quattro serie televisive e una miniserie (per un totale di 60 episodi) da realizzare con un servizio di video on demand o un fornitore di prodotti via cavo, con Netflix, Amazon e WGN America interessati al progetto. Alcune settimane dopo, la Marvel e la Disney annunciarono di aver concluso un accordo con Netflix per trasmettere delle serie televisive su Daredevil, Jessica Jones, Iron Fist e Luke Cage e una miniserie sui Difensori. La serie è composta da 13 episodi da un'ora ciascuno. Nel marzo 2015 Cheo Hodari Coker venne scelto come showrunner e produttore esecutivo della serie su Luke Cage, intitolata ufficialmente Marvel's Luke Cage.
Nel gennaio 2015 il CEO di Netflix Ted Sarandos affermò che sono possibili più stagione della serie e che Netflix avrebbe guardato "l'accoglienza da parte dei fan della Marvel ma anche del pubblico più generalista" per stabilire se dare alla serie più stagioni. Nel dicembre 2016 Netflix annunciò di aver rinnovato la serie per una seconda stagione, prevista per il 2018.

### Casting

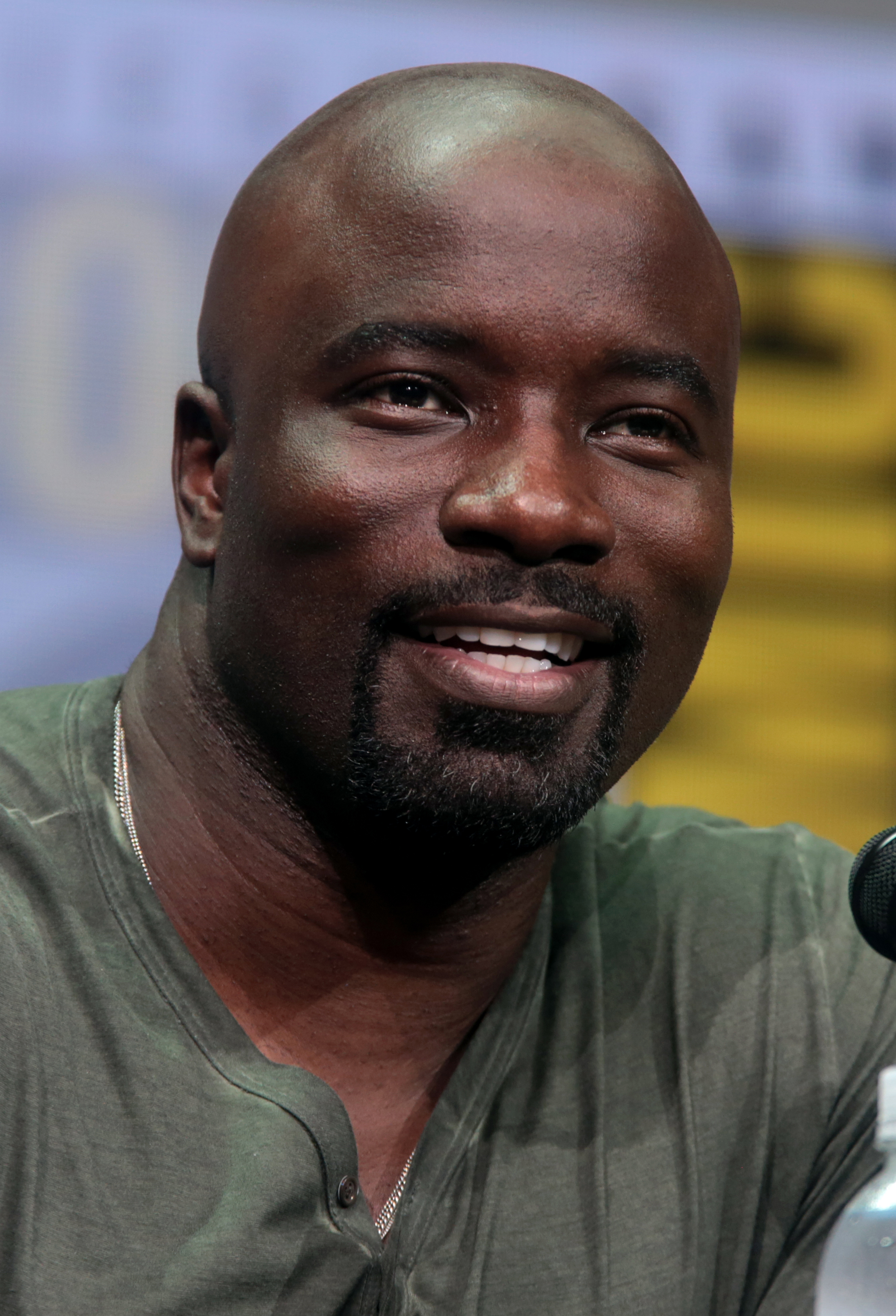
Mike Colter interpreta Luke Cage

A novembre 2014 Lance Gross, Mike Colter e Cleo Anthony erano i favoriti per il ruolo di Luke Cage, che appare in un ruolo ricorrente in Jessica Jones. Nel dicembre 2014 Mike Colter viene confermato nel ruolo. Nell'agosto 2015 Alfre Woodard entra nel cast nel ruolo di Mariah. Nel settembre 2015 si aggiungono al cast Theo Rossi nel ruolo di Shades, Simone Missick nel ruolo di Misty, e Mahershala Ali in quello di Cornell "Cottonmouth" Stokes. Nel novembre 2015 venne annunciato che Rosario Dawson avrebbe ripreso il ruolo di Claire Temple da Daredevil. Nel maggio 2016 venne rivelata la presenza nel cast di Erik LaRay Harvey nel ruolo di Willis Stryker / Diamondback
Colter, Missick, Rossi, Dawson e Woodard ritornano nella seconda stagione. Nel luglio 2017 entrarono nel cast della seconda stagione Mustafa Shakir nel ruolo di Colubro e Gabrielle Dennis nel ruolo di Tilda Johnson. Tra le guest si vede il ritorno di Finn Jones nel ruolo di Iron Fist, Thomas Q. Jones che riprende il ruolo di Comanche e il compianto Reg E. Cathey nel ruolo di James Lucas, il padre di Luke. A marzo 2018, viene annunciato l'ingresso nel cast di Annabella Sciorra nel ruolo della boss criminale Rosalie Carbone.

### Sceneggiatura
Charles Murray, Kayla Cooper e Nathan Jackson fanno parte del team di sceneggiatori della serie. Ogni episodio è intitolato come una canzone dei Gang Starr; Coker ha spiegato questa scelta affermando: "Volevo che i 13 episodi fossero come un album. È come quando esce un album di Prince, ti isoli dal mondo e ascolti tutto l'album. Ma ora, con la TV, si fa binge watching. Questa serie è fatta per essere vista tutta d'un fiato. La musica aiuta, ma è tutta una questione di ritmo". Nella scelta dei titoli degli episodi Coker si è ispirato alla produttrice televisiva Shonda Rhimes, che intitola ogni episodio della sua serie Grey's Anatomy come una canzone pop. Coker scelse di usare le canzoni dei Gang Starr dopo un incontro con il presidente di Marvel TV Jeph Loeb, in modo da organizzare l'arco narrativo della serie.
Loeb, anche produttore esecutivo della serie, ha descritto la serie come "la storia di un fuggitivo". La serie inizia qualche mese dopo Jessica Jones ed è ambientata ad Harlem, che Colter ha descritto come un "mondo completamente diverso" rispetto alla Hell's Kitchen di Daredevil e Jessica Jones. Il direttore della Marvel Comics Joe Quesada affermò che, a differenza di Daredevil e Jessica Jones, che mostrano una versione fittizia di Hell's Kitchen più in linea con il quartiere mostrato nei fumetti, l'Harlem di Luke Cage rappresenta la Harlem di "oggi", ed è più aderente alla New York moderna.
Parlando della serie in relazione a Jessica Jones, Colter ha affermato: "Siamo orgogliosi del fatto che ogni show sia unico, e Luke Cage non è assolutamente un sequel di Jessica Jones o uno spin-off, perché è stato concepito fin dall'inizio come serie, per cui non puoi parlare della storia di Jessica senza parlare di quella di Luke Cage". Colter ha inoltre spiegato che, come le altre serie Marvel per Netflix, Luke Cage usa i flashback, ma "in un modo diverso rispetto alle altre serie, per raccontare una parte diversa della storia".
Parlando del modo in cui gli sceneggiatori lavorano sul personaggio, Colter ha affermato: "Sono molto contento delle sceneggiature perché si prendono il loro tempo; non c'è niente che accade troppo in fretta. Mi piace il modo in cui gli sceneggiatori si stanno approcciando e stanno sviluppando i personaggi, perché è davvero interessante ed è orientato verso un pubblico più adulto, una cosa diversa rispetto al Marvel Cinematic Universe che avete visto sul grande schermo. Abbiamo una storia più dura, più focalizzata sul nostro eroe e sui personaggi che vivono a New York City... e penso sia questa la caratteristica delle serie di Netflix". Nel luglio 2015 Loeb ha affermato che la serie riguarda "la storia di Luke Cage, da dove viene e, più importante, dove sta andando" dopo "averlo conosciuto non proprio nel mezzo, ma all'inizio della metà della sua storia" in Jessica Jones.
Parlando dei possibili riferimenti della serie alle numerose questioni razziali, come Black Lives Matter, Colter ha affermato: "Le cose che accadono [a Luke] sembreranno vere a molte persone delle forze dell'ordine, e anche le persone che sono per strada si ritroveranno nel personaggio". Loeb ha spiegato che il personaggio di Luke Cage, "quando venne fuori negli anni settanta, era stato creato proprio per essere uno dei supereroi di colore. Dato tutto quello che sta accadendo ai giorni nostri, questa questione risuona ancora di più".

### Riprese
La serie è girata a New York, in diverse zone di Harlem e in teatro dip. Manuel Billiter è il direttore della fotografia della serie, dove aver ricoperto lo stesso incarico in Jessica Jones. Billiter ha lavorato con il regista Paul McGuigan per stabilire il look della serie nei primi due episodi. Il 10 giugno 2017 iniziano le riprese della seconda stagione e il primo episodio è stato diretto da Lucy Liu. Le riprese si sono concluse a novembre. La seconda stagione è disponibile su Netflix dal 22 giugno 2018.

### Colonna sonora
Le musiche della serie sono composte da Ali Shaheed Muhammad e Adrian Younge. Muhammad e Younge hanno composto le musiche con un'orchestra condotta da Miguel Atwood-Ferguson. Il duo ha concepito le musiche come se fosse tredici diversi album, uno per ogni episodio; la musica è ispirata al gruppo di Muhammad A Tribe Called Quest, a Wu-Tang Clan e Ennio Morricone. Un album con la colonna sonora della prima stagione venne pubblicato il 7 ottobre 2016.
Colter ha affermato che la serie contiene sia canzoni note al pubblico che una colonna sonora originale, differenziandosi così dalle altre serie di Netflix grazie a un "tocco urbano e appassionato". Colter ha aggiunto: "Siamo ad Harlem, e vogliamo che il pubblico percepisca quel tipo di cultura. Harlem ha una lunga e ricca storia musicale e vogliamo omaggiarla. Vogliamo essere sicuri che gli artisti che usiamo, i suoni che usiamo, facciano capire al pubblico che siamo uptown, non a midtown". Nel corso della serie sono presenti numeri musicali di Faith Evans, Raphael Saadiq, Charles Bradley, The Delfonics, Method Man e Jidenna. Inoltre sono utilizzati brani di Mahalia Jackson, Nina Simone, John Lee Hooker, e Wu-Tang Clan.

### Tie-in
Luke Cage è la terza delle serie ordinate da Netflix dopo Daredevil e Jessica Jones ed è seguita da Iron Fist, che ha condotto alla miniserie The Defenders. Nel novembre 2013, il CEO della Disney Bob Iger ha rivelato che se i personaggi dovessero risultare popolari potrebbero essere portati anche sul grande schermo. Nell'ottobre 2014 Kevin Feige ha confermato che esiste una forte possibilità di vedere i Difensori apparire in futuro in Avengers: Infinity War. Nell'agosto 2014 Vincent D'Onofrio, interprete di Kingpin in Daredevil, ha dichiarato che la Marvel ha "dei grossi piani in serbo" per il futuro dopo le serie tv.
Parte della prima stagione della serie ha luogo in contemporanea con gli eventi della seconda stagione di Daredevil, poiché come fatto notare da Charlie Cox, interprete di Daredevil, in quest'ultima serie Claire Temple appare con un taglio sul sopracciglio che si procura durante gli eventi di Luke Cage; Cox ha spiegato che "(i produttori) hanno pensato moltissimo alla timeline e hanno fatto in modo che qualunque cosa accada in Luke Cage... in qualche modo il giorno dopo lei si trova in ospedale a parlare con me (in Daredevil).

## Promozione
Nel marzo 2016 viene pubblicato un primo teaser trailer su Netflix. Nel luglio 2016 viene pubblicato il primo trailer in occasione del San Diego Comic-Con International.

## Distribuzione
La serie è stata distribuita il 30 settembre 2016 su Netflix, in tutti i territori in cui il servizio è disponibile, anche in risoluzione 4K.
Il 28 febbraio 2022 (in alcuni Paesi il primo marzo), la serie è stata rimossa da Netflix insieme a tutte le serie "Marvel Knights", e sono state raccolte nella saga "Defenders" che è stata distribuita su Disney+ il 16 marzo negli Stati Uniti e il 29 giugno in Italia. 

## Accoglienza
Sull'aggregatore di recensioni Rotten Tomatoes la serie ha un indice di gradimento del 95%, con un voto medio di 8.2/10 basato su 38 recensioni. Il commento del sito recita: "Una narrazione immersiva, socialmente consapevole e una interpretazione sicura e carismatica fanno di Marvel's Luke Cage un magnifico esempio del nuovo universo Marvel/Netflix". Su Metacritic la serie ha un voto medio di 79 su 100 basato su 27 recensioni.
Recensendo i primi sette episodi di Luke Cage, Allison Keene di Collider ha dato alla serie cinque stelle su cinque, lodando l'interpretazione del cast, il modo veritiero in cui Harlem è rappresentata e l'attenzione ai problemi sociali del quartiere. Domic Patten di Deadline.com ha definito Luke Cage "uno degli show più socialmente rilevanti e intelligenti che vedrete sul piccolo schermo quest'anno".
Maureen Ryan di Variety ha scritto che Luke Cage ha "più che sufficienti momenti di piacere, parte dei quali dovuti alla performance risoluta e piena di sfumature di Colter" e ha lodato il resto del cast, anche se ha criticato la trama talvolta contorta e la tendenza della serie ad allungare troppo la narrazione.